# Amblyothele albocincta
Amblyothele albocincta är en spindelart som beskrevs av Simon 1910. Amblyothele albocincta ingår i släktet Amblyothele och familjen vargspindlar.
Artens utbredningsområde är Botswana. Inga underarter finns listade i Catalogue of Life.